# Mihail Dudaš
Mihail Dudaš (Serbia, 1 de noviembre de 1989) es un atleta serbio, especialista en la prueba de decatlón en la que llegó a ser medallista de bronce europeo en 2016.

## Carrera deportiva
En el Campeonato Europeo de Atletismo de 2016 ganó la medalla de bronce en la competición de decatlón, consiguiendo un total de 8153 puntos, siendo superado por el belga Thomas Van der Plaetsen (oro con 8218 puntos) y el checo Adam Helcelet (plata).